# Ługi (gromada)
Ługi (planowana lecz nie zimplementowana nazwa: Trzaski z siedzibą w Trzaskach) – dawna gromada, czyli najmniejsza jednostka podziału terytorialnego Polskiej Rzeczypospolitej Ludowej w latach 1954–1972.
Gromady, z gromadzkimi radami narodowymi (GRN) jako organami władzy najniższego stopnia na wsi, funkcjonowały od reformy reorganizującej administrację wiejską przeprowadzonej jesienią 1954 do momentu ich zniesienia z dniem 1 stycznia 1973, tym samym wypierając organizację gminną w latach 1954–1972.
Gromadę Ługi z siedzibą GRN w Ługach utworzono – jako jedną z 8759 gromad na obszarze Polski – w powiecie sierpeckim w woj. warszawskim, na mocy uchwały nr VI/10/19/54 WRN w Warszawie z dnia 5 października 1954. W skład jednostki weszły obszary dotychczasowych gromad Ługi, Pączkowo, Sławkowo, Trzaski i Wieluń-Zalesie oraz wieś Pełki z dotychczasowej gromady Wilewo-Pełki z dotychczasowej gromady Wilewo-Pełki ze zniesionej gminy Stawiszyn w powiecie sierpeckim, a także obszary dotychczasowych gromad Małocin, Nadratowo Nowe i Nadratowo Stare ze zniesionej gminy Mostowo w powiecie mławskim (woj. warszawskie). Dla gromady ustalono 10 członków gromadzkiej rady narodowej.
1 stycznia 1956 gromada weszła w skład nowo utworzonego powiatu żuromińskiego w tymże województwie.
1 stycznia 1958 z gromady Ługi wyłączono wieś Pełki włączając ją do gromady Sławęcin w tymże powiecie.
31 grudnia 1961 gromadę zniesiono, włączając jej obszar do gromad: Sławęcin (wsie Ługi, Małocin, Pączkowo, Sławkowo, Trzaski, Wieluń i Zalesie) i Olszewo (wsie Nadratowo-Bieńki i Nadratowo-Budy) w tymże powiecie.